# Daniil Dubov
Daniil Dmitrievich Dubov, conocido como Daniil Dubov (en ruso, Даниил Дмитриевич Дубов; Moscú, 18 de abril de 1996) es un ajedrecista ruso. Ostenta desde 2011 el título de Gran Maestro Internacional de la FIDE, cuando lo obtuvo con 14 años, 11 meses y 14 días.

## Biografía
Daniil Dmitrievich Dubov nació en Moscú, Rusia, el 18 de abril de 1996, en el seno de una familia de ajedrecistas. Aprendió a jugar al ajedrez con 6 años y pronto se unió a un club local. Allí conoció a su primer entrenador, Mijail Ryvkin, para encomendar más tarde su entrenamiento al IM Vasilij Gagarin. Posteriormente, fue entrenado por grandes maestros como Serguéi Dolmatov, Serguéi Shipov, Aleksandr Morozévich o Borís Gélfand. En 2008 obtuvo el título de Maestro FIDE y dos años más tarde el de Maestro Internacional. El 28 de marzo de 2011 obtuvo la norma de Gran Maestro, el máximo reconocimiento del ajedrez después del título de campeón del mundo.
En 2012 terminó en segunda posición en la Liga Superior de Rusia, clasificándose para la Supefinal rusa, donde solo perdió una partida. En 2016 obtuvo el tercer puesto en el campeonato mundial de blitz. En 2018 ganó el Campeonato mundial de ajedrez rápido después de haber estado trabajando junto con Magnus Carlsen, en aquel momento, campeón del mundo absoluto.

## Estilo ajedrecístico
En cierto momento de su carrera Dubov ejecutó un estilo sólido, influido sobre todo por su maestro, Serguéi Shipov. En 2010, Shipov comparó el estilo de Dubov con el del excampeón del mundo, Tigrán Petrosián. Sin embargo, su juego dio un giro y actualmente destaca por un juego poco convencional, agudo y agresivo hasta rozar la temeridad.
Jugador zurdo, se ha definido como «lefty» tanto en ajedrez como en la vida. Asimismo, Dubov se ha reconocido como heredero de la escuela soviética de ajedrez por sus métodos.

## Partidas notables
- Su partida contra Serguéi Kariakin en la ronda 11 de la Superfinal rusa fue calificada como la partida del año.[3] En ella, Dubov introdujo una nueva variante en la apertura italiana e incluyó un sacrificio de dama.[4]